# Gustav A. Lienert
Gustav Adolf Lienert (* 13. Dezember 1920 in Michelsdorf bei Landskron in der böhmisch-mährischen Sprachinsel Schönhengstgau; † 8. Mai 2001 in Marburg) war ein deutsch-österreichischer Psychologe.

## Leben

### Jugend- und Studienzeit
Nach Grundschul- und Gymnasialzeit wurde Lienert 1939 zum Reichsarbeitsdienst eingezogen und von dort von der Wehrmacht übernommen. Aufgrund seines Wunsches, Medizin zu studieren, kam er zur Sanitätstruppe. Nach Kriegseinsätzen in Frankreich und vor Stalingrad durfte Lienert im Wintersemester 1942/43 in Wien mit dem Studium der MedizinJeginnen. Im Sommersemester wurde er zur Studentenkompanie nach Breslau versetzt, wo er 1944 sein Physikum ablegen konnte. Nach dem Putschversuch gegen Hitler wurde diese Kompanie aufgelöst und deren Mitglieder wurden als sogenannte Feldunterärzte an die Front versetzt. Nach kurzer Kriegsgefangenschaft konnte Lienert bereits 1945 in Innsbruck ein Semester studieren, wobei er in Kontakt mit Theodor Paul Erismann und Ivo Kohler kam und eine empirisch-experimentelle Psychologie kennenlernte. 1945/46 setzte er das Studium der Medizin in Wien fort und promovierte 1950 zum Dr. med. Zugleich besuchte er auch psychologische Lehrveranstaltungen bei Hubert Rohracher, Statistik bei Erich Mittenecker und Tiefenpsychologie bei Walter Toman. Rohracher bot Lienert an, bei ihm zum Dr. phil. zu promovieren, was dieser auch 1952 mit einer Arbeit über Wirkungen des Koffeins auf das Gedächtnis tat. Die ärztliche Approbation für Deutschland erhielt Lienert 1972.

### Akademischer Werdegang
Nach kurzer Pflichtassistentenzeit in Wien wechselte Lienert an die Universität Marburg an das von Heinrich Düker gegründete experimentell ausgerichtete Vorläufer-Institut des heutigen Fachbereichs für Psychologie. Dort war er von 1953 bis 1961 als Assistent (Lehrgebiete Statistik und Diagnostik) beschäftigt. Ebenso wurden Forschungsaufträge aus der pharmazeutischen Industrie durchgeführt, für die Lienert seine medizinische Approbation gut gebrauchen konnte. 1961 habilitierte sich Lienert mit der Schrift Belastung und Regression, in der er die These vertrat, dass unter Psychopharmaka (LSD, Schlafmittel) ein Rückschritt psychischer Funktionen vom Erwachsenenalter in die Pubertät eintritt. Kurz nach Abschluss des Verfahrens erhielt er einen Ruf auf eine a. o. Professur in Hamburg, wesentlich gestützt durch Peter Hofstätter, der in Lienert wegen dessen Buches Testaufbau und Testanalyse einen Nachfolger für Curt Bondy sah. Hier nahm er von 1961 bis 1964 eine a.o. Professur für angewandte Psychologie wahr.
1964 erhielt Lienert einen Ruf an die Medizinische Akademie Düsseldorf; er sollte dort das erste Institut, in welchem Psychologie für Mediziner gelehrt wurde, aufbauen. Von 1968 bis 1974 nahm er einer Professur für Psychologie an der Naturwissenschaftlichen Fakultät in Düsseldorf wahr. Neben intensiver akademischer Lehre war für Lienert der Aufbau internationaler Kontakt vor allem zu den Donauländern ein wichtiges Anliegen. Ebenso wurde er des Öfteren als Referent in die USA, die DDR sowie in die UdSSR eingeladen. Um Freiraum für seine Forschungs- und Vortragstätigkeit zu bekommen, nahm Lienert 1974 einen Ruf auf die Erziehungswissenschaftliche Fakultät der Universität Erlangen-Nürnberg an. 1983 wurde Lienert zum Honorarprofessor an der Universität Wien ernannt, wo er regelmäßig Lehrveranstaltungen zum Thema der Psychopharmakologie abhielt; ebensolche Lehrveranstaltungen wurden von Lienert an der Universität Würzburg auf Einladung durch Wilhelm Janke angeboten. Seit 1984 war Lienert Emeritus an der Erziehungswissenschaftlichen Fakultät, führte aber weiter ein umtriebiges Leben und war den Bahnfahrern als der „Mann mit dem weißen Mantel und dem Borsalino“ bekannt.

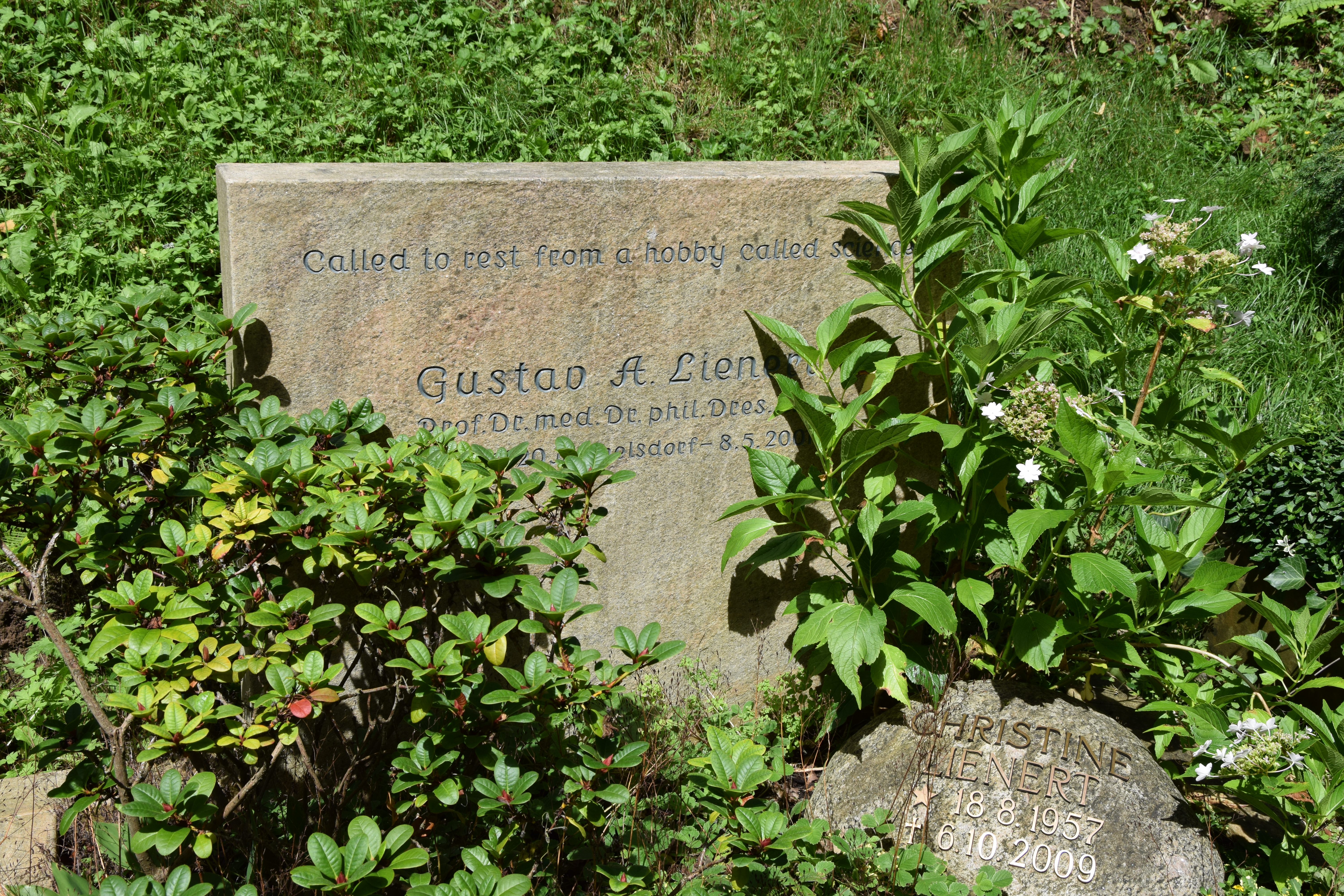
Grab von Gustav A. Lienert auf dem Marburger Hauptfriedhof (2017)

Als Motto für sein Grabmal hat Lienert sich den Wahlspruch vom Grabstein eines US-Kollegen ausgesucht: „Called to rest from a hobby called science“.

## Werk
Nach Lienerts eigener Einschätzung betreffen seine wichtigsten Fachbeiträge die Konfigurationsfrequenzanalyse, ein statistisches Verfahren zur Identifikation von Typen und Syndromen. Seine Interessen im Bereich der Statistik führten zu weiteren Publikationen im Schwerpunkt der sog. Verteilungsfreien Verfahren.
Ein Meilenstein für die Entwicklung der psychologischen Diagnostik in Deutschland war sein Werk Testaufbau und Testanalyse. Sozusagen als Nebenprodukte wurde von Lienert eine Reihe psychologischer Testverfahren entwickelt (z. B. die legendäre Lienertsche Drahtbiegeprobe, der Konzentrations-Leistungs-Test, der Denksporttests oder der Allgemeine Büroarbeitstest).

## Ehrungen
Lienert war ein unermüdlicher Förderer des wissenschaftlichen Nachwuchses. Neben seinen persönlichen Anregungen hat er die „Lienert-Stiftung“ und das „Lienert-Archiv“ zur Nachwuchsförderung in Biopsychologischer Methodik ins Leben gerufen.
- Ehrendoktortitel der Universitäten Colgate (USA), Graz, Wien und Leipzig
- Honorarprofessor an der Universität Wien und der Universität Würzburg
- Ehrenmitglied der Slowakischen Akademie der Wissenschaft, Ehrenmitglied der AGNP[5] (1985), der Deutschen Gesellschaft für Psychophysiologie und ihre Anwendung (DGPA)[6] (1986), der DGPs (1990) und der Internationalen Biometrischen Gesellschaft.
- Ehrenmedaille zur Würdigung seines Lebenswerkes durch die Deutsche Gesellschaft für Psychologie

## Schriften
- Literatur von und über Gustav A. Lienert im Katalog der Deutschen Nationalbibliothek
- Testaufbau und Testanalyse. Beltz, Weinheim 1961.
- Verteilungsfreie Methoden in der Biostatistik. Hain, Meisenheim 1962.
- Kurzgefaßte Statistik für die klinische Forschung. Springer, Berlin 1988.
- mit Joachim Krauth: Die Konfigurationsfrequenzanalyse (KFA) und ihre Anwendung in Psychologie und Medizin. Beltz, Weinheim 1973.
- Schulnoten-Evaluation. Athenäum, Frankfurt am Main 1987.
- Allgemeiner Büroarbeitstest. Verlag für Psychologie Hogrefe, Göttingen 1974.